# Giustino e Crescenzione
Giustino (... – III secolo) e 
Crescenzione (... – III secolo) erano due cristiani che vennero martirizzati probabilmente nel I secolo o più probabilmente nel III secolo..

## Biografia
Il Liber Pontificalis afferma che Crescenzione era un lettore e che venne martirizzato assieme a san Lorenzo ed altri chierici romani. Itinerari del VII secolo affermano che sia lui che Giustino vennero sepolti in una chiesa della via Tiburtina, mentre De locis pone la sepoltura nella basilica di San Lorenzo assieme ad altri sette martiri e le sante Ciriaca e Sinforosa.
Alcuni scritti agiografici parlano dei due santi. Ad esempio, nella passio di Lorenzo afferma che Crescenzione, assieme ad altri, sia stato ucciso lo stesso giorno di san Lorenzo, e che Giustino, assieme a Ippolito, avrebbe sepolto Lorenzo dopo aver celebrato Messa, mentre in una passio dedicata proprio a Giustino si narra che, ai tempi dell'imperatore Claudio, il santo fu arrestato, torturato e decapitato il 4 agosto poiché aveva sepolto dei martiri; la stessa agiografia afferma che venne sepolto in una cripta dell'agro Verano.

Così li ricorda il Martirologio Romano: 
(Martirologio Romano)